# Noisy - Champs (métro de Paris)
Noisy - Champs est une future station du métro de Paris. Elle assurera la correspondance avec la gare de Noisy - Champs du RER A.

## Contexte
Dans le cadre du projet de métro automatique Grand Paris Express, il est prévu que Noisy - Champs devienne l'un des terminus des lignes 11, 15 et 16. La mise en service de la première de ces trois lignes, la ligne 15, est prévue pour fin 2026.
La ligne 11 doit être prolongée de Rosny à Noisy - Champs, où elle sera en correspondance avec le RER A, ainsi qu'avec les futures lignes 15 et 16 du métro.
Le terminus de la ligne 15 (vers Pont de Sèvres) doit être établi au niveau −14 m (de même que le terminus de la ligne 11) tandis que le terminus de la ligne 16 (vers Saint-Denis Pleyel) doit l'être au niveau −22 m,. Les quais sont prévus pour être en correspondance directe avec ceux du RER A ; les trois lignes (avec des quais latéraux) seront construites à un niveau distinct pour chacune d'elles, les quais des lignes 15 et 16 étant perpendiculaires ceux du RER A. Les correspondances verticales sont prévues par des escaliers mécaniques et des ascenseurs, sans mezzanine. L'ensemble de la structure est recouvert d'un  bâtiment voyageurs en forme d'hélice, permettant des transitions faciles avec l'extérieur.
Ces projets s'inscrivent dans le cadre du Grand Paris Express. C'est en janvier 2013 que Cécile Duflot, ministre chargé du dossier du Grand Paris, évoque pour la première fois la possibilité d'une reprise de l'une des deux branches de ce qui est alors appelé la ligne orange par un prolongement de la ligne 11, soit vers Noisy - Champs, soit vers Champigny. Cette solution présente en effet plusieurs avantages : éviter une exploitation en branche, difficile, de la ligne orange et réduire les coûts de construction de la branche éventuellement reprise, car le matériel de la ligne 11 (qui sera composé de cinq voitures à partir de 2019) est plus court que celui prévu pour la ligne orange (120 mètres de long), d'où des quais plus courts.

## Ligne 11
Le prolongement de la ligne 11 jusqu'à Noisy - Champs est confirmé le 6 mars 2013 par Jean-Marc Ayrault. Trois stations intermédiaires seront construites : Villemomble, Neuilly - Les Fauvettes et Neuilly - Hôpitaux.
L'objectif d'ouverture de cette section était fixé à 2025 mais aucun financement n'étant prévu pour cette extension, ce prolongement est repoussé sine die.

## Construction
Le maître d'œuvre architectural de la station est l'agence Duthilleul, avec AREP SAS.
Les premiers travaux de déviation des réseaux ont démarré en 2016. Les travaux de génie civil ont commencé dès le mois de décembre 2016 pour l’arrière-station. Cet ouvrage en tranchée couverte comprendra les voies de garage du terminus de la ligne 15 Sud et le retournement des trains.
La construction de la station elle-même est confiée à un groupement piloté par VINCI Construction France, mandataire et composé des entreprises Dodin Campenon Bernard, Spie Batignolles TPCI, Botte Fondations, Spie Fondations et VINCI Construction Grands Projets.
Le plasticien français Fabrice Hyber réalise l'œuvre de la station en tandem avec l'architecte Jean-Marie Duthilleul.
La station de la ligne 15 comportera également sur ses quais une fresque de Rébecca Dautremer.
Sur le chantier de la gare, les travaux de génie civil qui consistent au creusement des structures souterraines de la gare sont achevés. Depuis 2022, les compagnons s’attèlent aux travaux d’aménagement et d’équipement de la gare. L’habillage des murs avec les revêtements définitifs se termine tout comme l’installation des façades de quais. La pose des escaliers mécaniques et des ascenseurs est en cours ainsi que l’installation des façades vitrées entre la gare et les quais du RER A. Au nord, le tunnel de la ligne 15 sud est entièrement équipé en voies ferrées, permettant à la gare d’accueillir les essais en automatique du futur métro d’ici fin 2024.